# George Troup
George McIntosh Troup (McIntosh Bluff, 1780. szeptember 8. – Montgomery megye, 1856. április 26.) az Amerikai Egyesült Államok politikusa az amerikai Georgia államból. Tagja volt Georgia állam közgyűlésének, az amerikai képviselőháznak és az amerikai szenátusnak, mielőtt két cikluson át Georgia állam 32. kormányzója lett, majd visszatért az amerikai szenátusba. Troup az expanzionista Manifest destiny politika híve és az indiánok eltávolításának támogatója volt, ültetvényesek gyermekeként született, és egész pályafutása során támogatta a rabszolgaságot. Életének későbbi szakaszában „az államok jogainak Herkuleseként” ismerték.